# Королівський Австралійський монетний двір

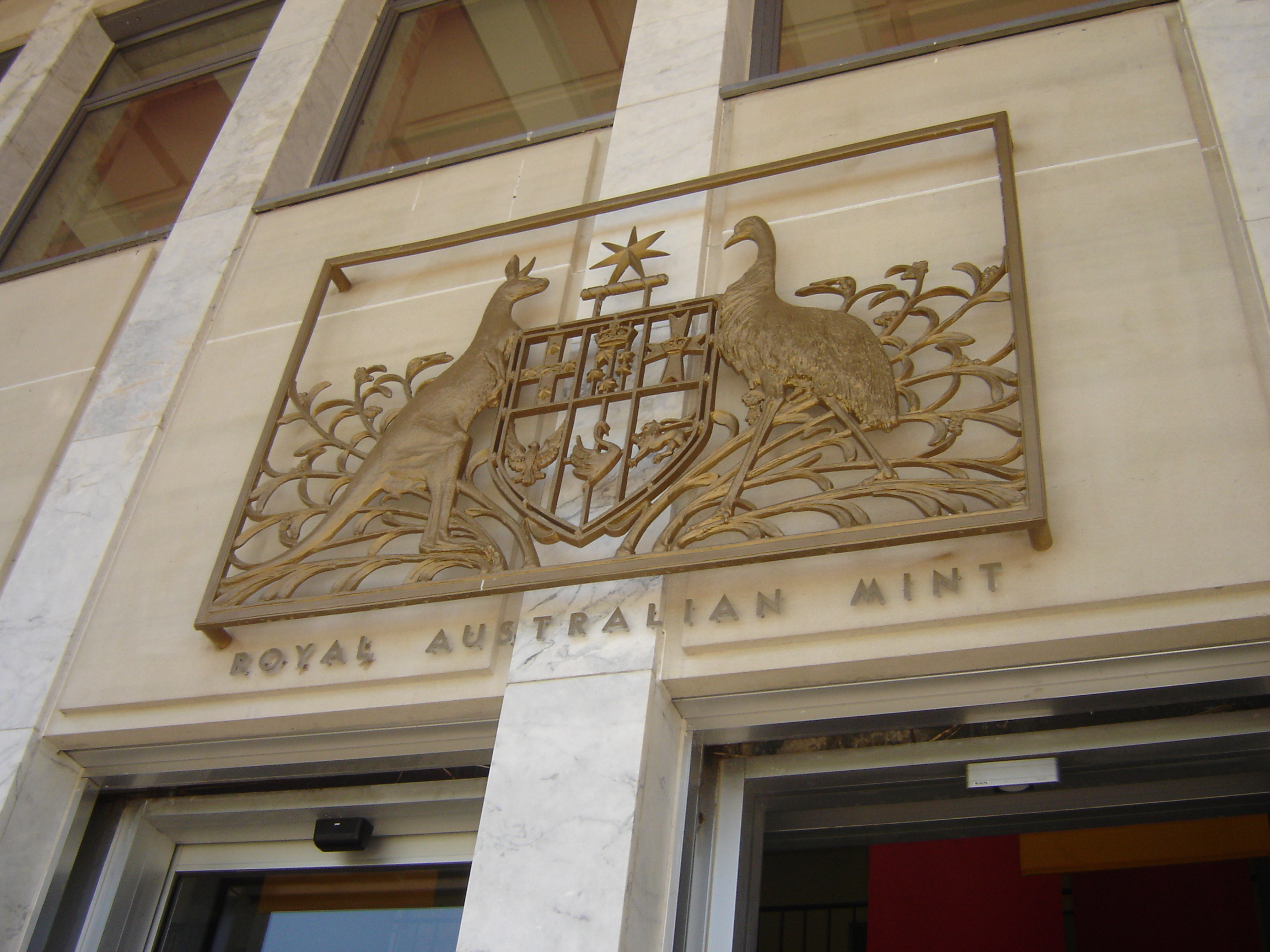
Герб Австралії на фасаді Королівського монетного двору

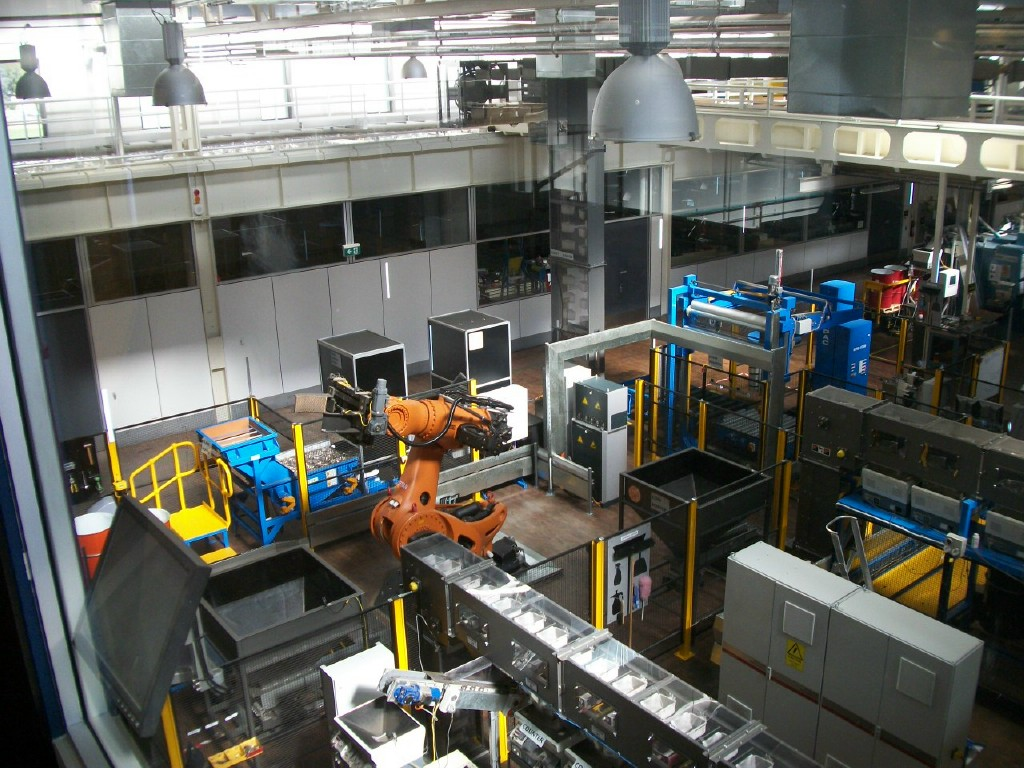
Робот на Австралійському монетному дворі

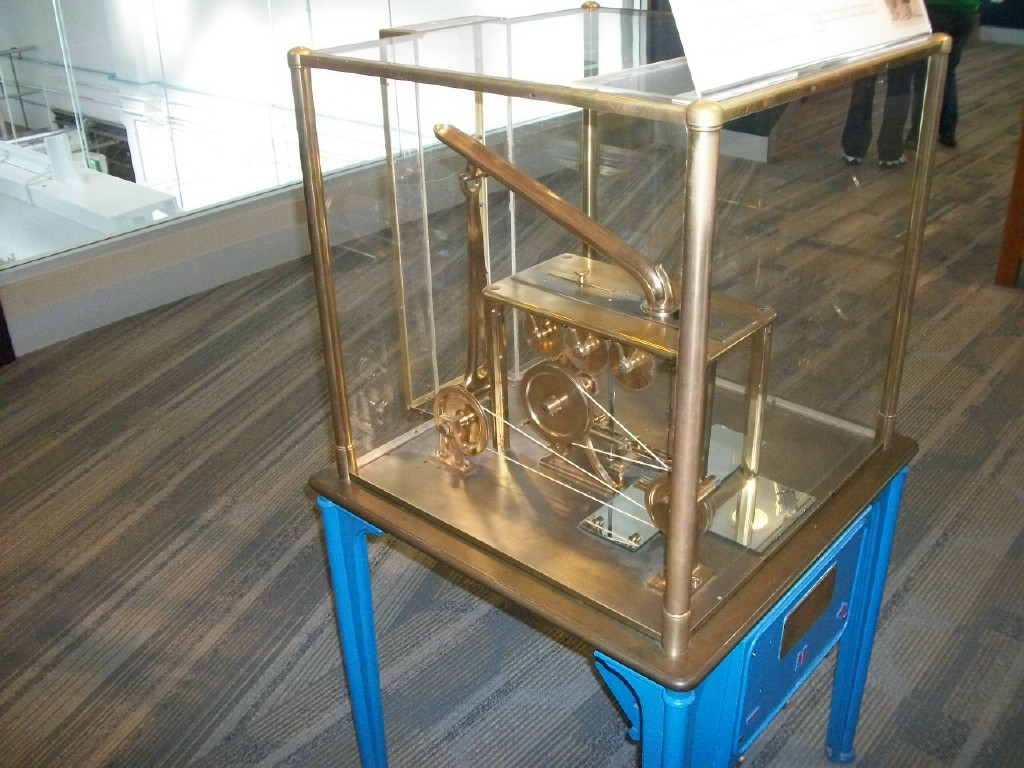
В будівлі музею монетного двору

Королівський австралійський монетний двір (англ. Royal Australian Mint) — головний монетний двір країни (відкритий e 1965 році) знаходиться у федеральній столиці Австралії — Канберрі, в передмісті Дикин. З 1965 року на монетному дворі карбуються всі монети, що мають ходіння у країні.
До відкриття монетного двору в Канберрі австралійські монети карбували у філіях Королівського монетного двору в Сіднеї, Мельбурні та Перті. Королівський монетний двір Австралії — перший австралійський монетний двір, який не є філією Королівського монетного двору в Лондоні. Іноді для випуску пам'ятних монет використовується монетний двір у Перті.